# Antonio Hidalgo (presentador)
Francisco Antonio Hidalgo Galán (Madrid; 12 de abril de 1965) es un presentador de televisión y cantante español.

## Biografía

### Inicios
Comenzó su carrera musical con el grupo Los Graduados y más tarde se dedicó a poner su voz a las sintonías de anuncios publicitarios.

### Televisión
Sus comienzos en televisión fueron junto a Jesús Hermida, con quien debuta en El programa de Hermida (1991-1992), de Antena 3. Posteriormente pasa a Telecinco, donde presenta El trampolín (1994) y Una pareja feliz (1994-1995), junto a Anne Igartiburu.
En 1998 inicia su colaboración con Ana Rosa Quintana en el magacín Sabor a ti. A partir de 2000, se convierte en copresentador del espacio, en sustitución de Mon Santiso. Tras abandonar el programa en 2002, y gracias a la popularidad alcanzada, inicia proyectos en solitario como el programa de humor Esto no es serio, también en Antena 3. Previamente había presentado Showmatch (2000) en la misma cadena.
En marzo de 2003 condujo el concurso X ti, con Paula Vázquez y en septiembre de ese año vuelve con Ana Rosa a Sabor a ti hasta la finalización del programa en junio de 2004. Con posterioridad ha presentado Escúchala otra vez (2005) en la FORTA y el reality show pedagógico El primero de la clase (2006), en TVE.
En 2007 participa como monologuista en el concurso de La Sexta El Club de Flo.
- A partir de 2008 pasa a presentar diversos programas en la televisión autonómica 7RM de la Región de Murcia: 
  - En esta noche: 2008, presenta junto a Mónica Martínez, el programa En esta noche de la televisión autonómica 7RM de la Región de Murcia.
  - Ailoviu: Primera etapa. Lo presentaba junto a María Garo. Cada tarde el plató se llenaba con 30 o 40 personas procedentes de toda la Región de Murcia para compartir con Antonio sus confidencias e historias personales. Un programa en el que, además, tenía música, sorpresas para los invitados y la posibilidad de encontrar el amor. De 2017 a 2019 en una primera etapa.
  - Los 7 Magníficos
  - Gana tu suerte
  - Gente como tú (2015)
  - El pinchazo (2020-2022)
  - Ailoviu: Segunda etapa. (2022-presente)
    - L-V 15:30 a 17:30. Los protagonistas de cuatro historias son el hilo de este magazín, que pone en el foco a los habitantes de la región. Pedidas de mano, homenajes, búsqueda de pareja... Las situaciones cotidianas y las iniciativas sociales tienen un espacio en las tardes de la cadena.
    - El viernes 29 de julio de 2023 dejó el programa.
    - Desde el lunes 31 de agosto lo presenta Óscar Miguel Martínez Suárez
- TardeAR (septiembre 2023-presente) Colaborador. Telecinco

### Música
En 2000 publicó su primer disco, titulado A ti mujer, de estilo melódico y en 2001 salía a la luz Ciao Amore, en el que versiona temas italianos.
En 2013 fundó "Los Happys" grupo de versiones con canciones de todas las épocas, junto a José Ramón Soler, Willy Salas y Álex Thomas Platero. Cuentan con Juan Carlos Armero, antiguo batería de M-Clan, a la batería y percusión.
En 2016 intervino en la película Nacida para ganar.

### Trayectoria
- El programa de Hermida (1991-1993) Colaborador. Antena 3
- Con Hermída y Cía. (1993-1994) Colaborador. Antena 3
- El Trampolín (1994) Copresentador. Telecinco
- Una pareja feliz (1995) Copresentador. La1
- Sabor a ti (1998-1999) Colaborador. (1999-2002) Copresentador. Antena 3
- Sabor a verano (1999 y 2002) Presentador. Antena 3
- Showmatch (2000) Presentador. Antena 3
- Esto no es serio (2001-2002) Presentador. Antena 3
- Un paso adelante (2002) 1 episodio, Alberto. Antena 3
- Campanadas fin de año (2002). Presentador. Antena 3
- Gala TP de Oro (2002). Presentador. Antena 3
- Un paso adelante (2003) 1 episodio, El mismo. Antena 3
- X ti (2003) Presentador. Antena 3
- Sabor a ti (2003-2004) Copresentador. Antena 3
- Escúchala otra vez (2005) Presentador. Canales de la FORTA
- El primero de la clase (2006) Presentador. La1
- Empieza el espectáculo (2006) Padrino. La1
- Furor (2006) Concursante. Canales de la FORTA
- ¡Mira quién baila! (2006) Jurado en 1 programa. La1
- Duelo de chefs (2006) Concursante. Cuatro (canal de televisión)
- Vamos a cocinar (2007) Concursante. Canal Cocina
- El Club de Flo (2007) Concursante. La Sexta
- Los irrepetibles (2007) Concursante. La Sexta
- En esta noche (2008-2009) Presentador. 7RM
- Los 7 magníficos (2009-2011) Presentador. 7RM
- Gana tu suerte (2011-2012) Presentador. 7RM
- Tu cara me suena, Especial Tu cara más solidaria (2013) Concursante. Antena 3
- Gente como tú (2015) Presentador. 7RM
- Ailoviu (2016-2019) Presentador. 7RM
- El Pinchazo (2020-2022) Presentador. 7RM
- Ailoviu (2022-presente) Presentador. 7RM
- Fiesta (2023-presente) Colaborador. Telecinco
- TardeAR (2023-presente) Colaborador. Telecinco